# Angelo Peña
Louis Angelo Peña (Mérida, Venezuela, 25 de diciembre de 1989) es un futbolista venezolano que juega como centrocampista en el Estudiantes de Mérida de la Primera División de Venezuela.

## Trayectoria

### Inicios
Se formó futbolísticamente en el equipo "estudiantil" de su ciudad, el Estudiantes de Mérida Fútbol Club, donde salto al fútbol profesional en la temporada 2005/2006 de la Primera División de Venezuela con dicho club. Desde su debut en la Liga venezolana, el jugador anotó seis goles con los merideños, donde tuvo una buena temporada con los rojiblancos.

### Sporting Braga
Tras su excelente participación en el sudamericano sub-20, repitió en la temporada 2008/09 de la Primera División de Venezuela con su buena labor, donde Estudiantes de Mérida luchó por el título que finalmente caería en manos del Caracas Fútbol Club. Tales actuaciones le llevaron a recibir una oferta del Sporting Braga, donde el merideño de 19 años firmó por 5 temporadas.

### Portimonense SC
Pero luego de que en la temporada 2009-2010, Ángelo Peña solo contará en 2 partidos para el Sporting Braga, 1 en la Liga Sagres y el otro en la Taça de Portugal, Peña llegaría cedido en agosto del 2010 al club Portimonense SC recién ascendido a Primera División de Portugal, en este equipo logró jugar con más regularidad, en su mayoría como recambio fijo en el Segundo Tiempo, anotando 1 gol incluso, pero en diciembre del 2010 a 6 meses de su cesión, dejaría de contar para el DT del Portimonense, y romperían la cesión con el Sporting Braga, como quedaba todavía 6 meses de cesión, el Sporting lo presta al cuadro venezolano Caracas FC para el Torneo Clausura 2011 y la Copa Libertadores 2011.

### Caracas FC
Llega al cuadro capitalino bajo cesión por 6 meses de Portugal, en el Caracas jugó el Clausura 2011 en donde quedó 2° y la Copa Libertadores 2011, donde quedó 3° en la fase de grupos, luego se le volvió a renovar la cesión en el Conjunto rojo, y pudo disputar con este la Primera División Venezolana 2012/13, después de la llegada de Eduardo Saragò como Director Técnico del Caracas FC para la temporada 2013/2014 de la Primera División de Venezuela hubo varios cambios en el equipo, entre estos cambios estaba Angelo, y fue baja para la temporada siguiente.

### Clube Náutico Capibaribe
El 16 de junio de 2013 el centrocampista de 23 años llega al Náutico Brasileño como uno de sus refuerzos para el Campeonato Brasileño de 2013.

### Mineros de Guayana
Luego de un mal paso por Brasil donde su equipo descendió, fichó por Mineros de Guayana junto con su compatriota José Manuel Velázquez proveniente del Panathinaikos Fútbol Club de Grecia, con La Pandilla del Sur logró el subcampeonato y tuvo buenas actuaciones que su entrenador Richard Páez lo consideró como un titular indiscutible.

## Selección nacional

### Campeonato Sudamericano Sub-20 de 2009
En la corta carrera de Angelo Peña, César Farías le asignó la camiseta número 10 y lo incluyó en el equipo sub-20 que participó en la Copa del Mundo de esa categoría en 2009, siendo esta la primera participación internacional de Venezuela en un mundial de cualquier categoría.

### Selección absoluta
Debutó con la selección mayor el 31 de marzo de 2009 ante Colombia, partido jugado en el Estadio Cachamay, donde ingresó en el segundo tiempo y asistió al delantero Nicolás Fedor, donde Venezuela abrió el marcador antes los cafeteros. El partido finalizó con 2-0 a favor de Venezuela. Su segunda aparición con la Selección de fútbol de Venezuela la realizó en La Paz, donde Venezuela consiguió una victoria 1 - 0 ante Bolivia, siendo la primera vez que Venezuela consigue un punto en La Paz. Peña jugó el primer tiempo y parte del segundo antes de ser sustituido.
Su primer gol con la selección fue contra Corea del Norte el 4 de marzo de 2010 disputado en el estadio Florentino Oropeza de San Felipe con resultado de 1-1 marcando el gol al minuto 47' de tiro penal; sin embargo, dicho partido fue un amistoso no oficial.

## Clubes
| Club                          | País       | Año              |
| ----------------------------- | ---------- | ---------------- |
| Estudiantes de Mérida         | Venezuela  | 2006–2009        |
| Sporting Clube de Braga       | Portugal   | 2009 - 2010      |
| Portimonense                  | Portugal   | 2010             |
| Caracas Fútbol Club           | Venezuela  | 2011 - 2013      |
| Náutico Capibaribe            | Brasil     | 2013 - 2014      |
| Mineros de Guayana            | Venezuela  | 2014 - 2016      |
| Deportivo Táchira Fútbol Club | Venezuela  | 2016             |
| Zamora Fútbol Club            | Venezuela  | 2017             |
| Mineros de Guayana            | Venezuela  | 2017 - 2018      |
| Keshla FK                     | Azerbaiyán | 2019             |
| Deportivo La Guaira           | Venezuela  | 2019 - 2021      |
| Estudiantes de Mérida         | Venezuela  | 2022             |
| Boyacá Chicó                  | Colombia   | 2023 - 2024      |
| Estudiantes de Mérida         | Venezuela  | 2024- Actualidad |

## Palmarés

### Campeonatos nacionales
| Título                        | Club                | País      | Año  |
| ----------------------------- | ------------------- | --------- | ---- |
| Copa Venezuela                | Zamora FC           | Venezuela | 2007 |
| Primera División de Venezuela | Deportivo La Guaira | Venezuela | 2020 |